# Gospa od La Vanga
Gospa od La Vanga (vij. Đức Mẹ La Vang) je naslov Blažene Djevice Marije i Marijino ukazanje u Vijetnamu, 17. kolovoza 1798. godine, u vrijeme kada su katolici bili progonjeni i ubijani u Vijetnamu. Svetište i Bazilika Gospe od La Vanga nalazi se u današnjoj općini Hai Phu u okrugu Hải Lăng u provinciji Quảng Trị u središnjem Vijetnamu.
U strahu od širenja katoličanstva, car Cảnh Thịnh ograničio je praksu katoličanstva u Vijetnamu 1798. godine. Ubrzo je car izdao protukatolički edikt i uslijedio je progon katolika.
Brojni su utočište potražili u prašumi La Vang u provinciji Quảng Trị u Vijetnamu, gdje su se mnogi i razboljeli. Dok su se skrivali u prašumi, zajednica se svake večeri okupljala u podnožju drveća, kako bi molila krunicu. Jedne ih je noći iznenadilo ukazanje. U granama stabla pojavila se Gospa, odjevena u tradicionalnu vijetnamsku haljinu áo dài, držeći dijete u naručju, a uz nju su bila dva anđela. Prisutni ljudi su ovu viziju protumačili kao Djevicu Mariju i novorođenče Isusa Krista. Rekli su da ih je Gospa utješila i rekla im da kuhaju lišće s drveća kao lijek za liječenje bolesti. Legenda kaže da je izraz "La Vang" izvedenica iz vijetnamske riječi koja znači "vapiti". Suvremeni znanstvenici vjeruju da dolazi iz drevne prakse imenovanja mjesta za rod drveta ili biljke porijeklom iz tog područja, "la" što znači "list" i "Vang" - "biljno sjeme".
Godine 1802. katolici su se vratili u svoja sela, prenoseći priču o ukazanju u La Vangu i njegovu poruku. Kako se priča o ukazanju širila, mnogi su dolazili moliti se na ovo mjesto i prinositi tamjan. Godine 1820. izgrađena je kapela.
Od 1830. do 1885. još je jedan val progona desetkovao katoličko stanovništvo, tijekom čega je kapela u čast Gospe od La Vanga bila uništena. Godine 1886. započela je gradnja nove kapele. Po završetku, biskup Gaspar (Loc) 1901. posvetio je kapelu u čast Gospe Pomoćnice.
Dana, 8. prosinca 1954., kip Gospe od La Vanga donesen je iz Tri Buna natrag u sveto svetište. Vijetnamska biskupska konferencija izabrala je crkvu Gospe od La Vanga kao nacionalno svetište u čast Bezgrješnoga začeća. La Vang je postao Nacionalno marijansko središte Vijetnama 13. travnja 1961. Papa Ivan XXIII. podigao je crkvu Gospe od La Vanga u rang manje bazilike 22. kolovoza 1961. godine. Devastirana je 1972. godine i poslije obnovljena 2008. godine.
Iako službeno Vatikan ne priznaje ovaj događaj kao marijansko ukazanje, papa Ivan Pavao II. je 19. lipnja 1998. javno prepoznao važnost Gospe od La Vanga i izrazio želju za obnovom bazilike La Vang u spomen na dvjestogodišnjicu prvog viđenja.
Na Filipinima se nalazi crkva Gospe od La Vanga u Viet Villeu, Barangay Santa Lourdes u gradu Puerto Princesa u Palawanu. Gospa iz La Vanga postala je zaštitnica Puerto Princese i zaštitnica Palawana. Bila je poznata kao Inang Lala (Majka Lala).